# Vakhtang Natsvlishvili
Vakhtang Natsvlishvili (en géorgien : ვახტანგ ნაცვლიშვილი), né le 28 janvier 1976 à Tbilissi, est un joueur international géorgien de basket-ball évoluant au poste d'ailier fort. Il est marié au mannequin Nino Tskitishvili, sœur du basketteur Nikoloz Tskitishvili.

## Palmarès
- Champion de Géorgie 1996, 1997, 2001
- Champion de Bulgarie 1998
- Coupe du Portugal 2003
- Coupe de la ligue 2003
- Supercoupe du Portugal 2003
- Semaine des As 2004
- Coupe de France 2006